# Ulrike Sprenger (Sprachwissenschaftlerin)
Ulrike Sprenger (* 28. Juli 1921 in Rheinfelden; † 9. November 2008 in Liestal) war eine Schweizer Privatdozentin für die Altisländische Sprache und Nordische Philologie an der Universität Basel. Sie beschäftigte sich mit Helden- und Sagendichtungen und führte Lehrveranstaltungen zur altisländischen Sprach- und Literaturwissenschaft. Sie war die erste Frau, die sich in Basel in Nordischer Philologie habilitierte.

## Leben
Ulrike Sprenger, Tochter vom Kaufmann Albert Sprenger und Marie Sprenger, geborene Abbühl, schloss 1940 die Matura am Mädchengymnasium in Basel ab und studierte in den Folgejahren Germanistik, Indogermanistik und Gräzistik an der Universität Basel. Nach dem Studium arbeitete sie einige Jahre als Lehrerin und promovierte 1948 unter der Leitung von Friedrich Rank mit Praesens historicum und Praeteritum in der altisländischen Saga.
Im Zeitraum von 1953 bis ins Jahre 1974 war Sprenger ein Teil der Redaktion der medizinischen Zeitschrift „Triangel“ der Firma Sandoz, bevor sie 1977 als erste Frau im Fach Nordistik an der Universität Basel ihre Habilitation ablegte und somit durch ihre Arbeit zum Thema der morphosyntaktischen Analyse zweier Pronomina in der altisländischen Prosa Prosa die Lehrberechtigung für die Hochschule erhielt.
Von 1979 bis Mitte 1987 arbeitete Sprenger als Privatdozentin an der Universität Basel für Nordische Philologie in den Bereichen altisländische Sprach- und Literaturhistorie, altnordische Literaturgeschichte und schwedische Kulturgeschichte.
Während ihrer Arbeit als Dozentin befasste sie sich mit Forschungsarbeiten zu den Isländersagas und den Heldenliedern der Edda. Privat widmete sie sich der Erkundung der Literarischen Historie Islands.
Aufgrund ihrer lebenslangen Auseinandersetzung mit der Nordistik und der altisländischen Sprache wurde Ulrike Sprenger in als Mitglied in die schweizerische Gesellschaft für Skandinavische Studien aufgenommen.

## Schriften
Monografien
- Praesens historicum und praeteritum in der altisländischen Saga. Ein Beitrag zur Frage Freiprosa-Buchprosa. (Dissertation), Benno Schwabe Verlag, Basel 1951.
- Untersuchungen zum Gebrauch von sá und nachgestelltem inn in der altisländischen Prosa. Helbing und Lichtenhahn, Basel/Stuttgart 1977, (Habil. Schrift) ISBN 978-3-7190-0699-0.
- Die altnordische Heroische Elegie. De Gruyter 1992, ISBN 978-3-11-013254-0, doi:10.1515/9783110870336. Rezension[6]
- Sturla Þórðarsons «Hákonar saga Hákonarsonar». Peter Lang Internationaler Verlag der Wissenschaften, Frankfurt am Main 2000, ISBN 978-3-631-36370-6.

Herausgeberschaften
- Der Vergleich in der germanischen, grossrussischen und griechischen Heldendichtung. Sonderdruck, [s. l.] [s. a.].

Beiträge
- Zur Offasage. In: Edith Marold, Christiane Zimmermann (Hrsg.): Nordwestgermanisch. De Gruyter 1995, ISBN 978-3-11-090769-8.
- Zum Superbiaproblem in der Þiðreks saga. In: Susanne Kramarz-Bein: Hansische Literaturbeziehungen.Das Beispiel der Þhiðreks saga und verwandter Literatur. De Gruyter 1996, ISBN 978-3-11-015022-3.